# حفظ البذور

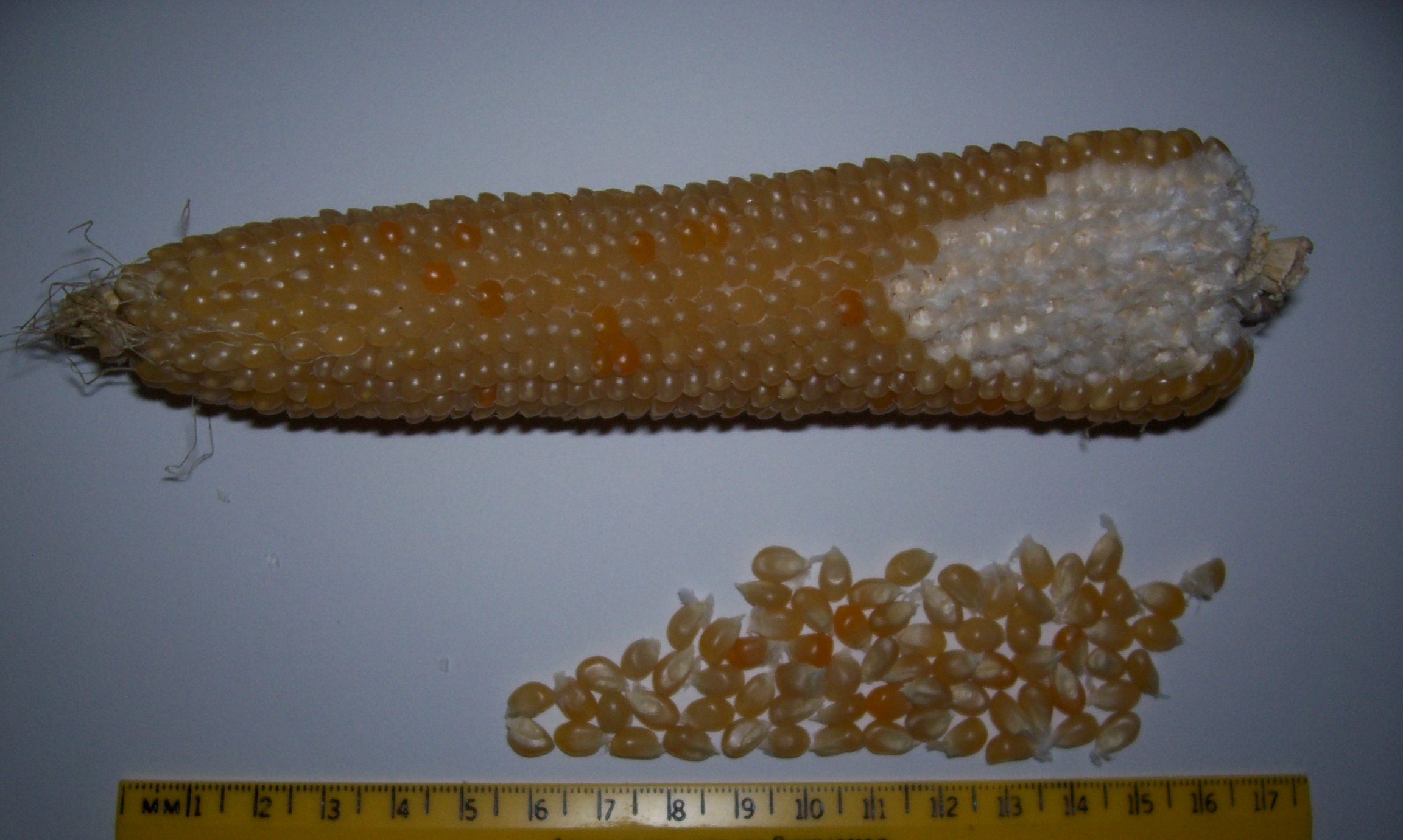
بذور الذرة المقشرة جزئياً المحفوظة للزراعة

في الزراعة والبستنة، حفظ البذور (المعروف أحيانًا باسم التعبئة البنية)  هو ممارسة لحفظ البذور أو غيرها من المواد الإنتاجية (مثل الدرنات) من الخضروات والحبوب والأعشاب والزهور لاستخدامها من سنة إلى أخرى للزراعة الحولية وحفظ حبوب المكسرات وثمار الأشجار والتوت للنباتات المعمرة والأشجار.  هذه هي الطريقة التقليدية التي اتُبعت للحفاظ على المزارع والحدائق على مدار الـ 12000 عام الماضية (انظر الثورة الزراعية الأولى ).
في العقود الأخيرة، بدءًا من الجزء الأخير من القرن العشرين، كان هناك تحول كبير في شراء البذور سنويًا من موردي البذور التجاريين. العديد من أنشطة توفير البذور على مستوى القاعدة الشعبية اليوم هي من عمل البستانيين المنزليين.

## الطريقة
لتحقيق النجاح في حفظ البذور، يجب تطوير مهارات جديدة لضمان الاحتفاظ بالخصائص المرغوبة في السلالات الأصلية للصنف النباتي. من الاعتبارات الهامة هي المسافة المطلوبة بين النباتات من نفس النوع لعملية فصل البذور لضمان عدم حدوث التلقيح المتبادل مع صنف آخر، والحد الأدنى من عدد النباتات التي سيتم زراعتها والتي ستحافظ على التنوع الجيني المتأصل. من الضروري أيضًا التعرف على الخصائص المفضلة للصنف الذي يُزرع بحيث تٌختار النباتات التي لا تتكاثر بشكل صحيح، وفهم عملية الاصطفاء لإجراء التحسينات على الصنف. يجب التعرف على الأمراض التي تنقلها البذور حتى يمكن القضاء عليها. يجب أن تكون طرق تخزين البذور جيدة بما يكفي للحفاظ على صلاحية البذور. يجب معرفة متطلبات الإنبات حتى يمكن إجراء الاختبارات الدورية.
يجب توخي الحذر، حيث تركز مواد التدريب المتعلقة بإنتاج البذور، والتنظيف، والتخزين، والصيانة غالبًا على جعل السلالات المحلية أكثر اتساقًا وتميزًا وثباتًا (عادةً للاستخدام التجاري) ما قد يؤدي إلى فقدان سمات تكيفية قيّمة تنفرد بها الأصناف المحلية. 
بالإضافة إلى ذلك، هناك مسألة ذات طبيعة محلية يجب أخذها في الاعتبار. في نصف الكرة الشمالي العلوي، والجنوب الجنوبي، يلاحظ المرء تغيرًا موسميًا من حيث الشتاء الأكثر برودة. تتحول العديد من النباتات إلى طور البذور ثم تصبح خامدة. يجب أن تبقى هذه البذور في حالى سبات حتى موسم الربيع الخاص بها.

## الشرعية
في حين أن حفظ البذور وحتى تبادل البذور مع المزارعين الآخرين لأغراض التنوع البيولوجي كان من الممارسات التقليدية، إلا أن هذه الممارسات أصبحت غير قانونية بالنسبة للأصناف النباتية الحاصلة على براءات اختراع أو التي يملكها كيان ما (غالبًا ما تكون شركة).  بموجب المادة 28 من اتفاقية منظمة التجارة العالمية بشأن الجوانب المتصلة بالتجارة من حقوق الملكية الفكرية (اتفاق تريبس)، "غرس وحصاد وحفظ وإعادة غرس وتبادل بذور النباتات الحاصلة على براءة اختراع أو النباتات التي تتضمن براءة اختراع"ويمكن في بعض الحالات حظرها بموجب قوانين الملكية الفكرية لأعضاء منظمة التجارة العالمية. 
يتأثر المزارعون في البلدان النامية بشكل خاص بالحظر المفروض على حفظ البذور، بشكل ملحوظ. توجد بعض وسائل الحماية لإعادة الاستخدام، المسماة "امتياز المزارع"، في الاتحاد الدولي لحماية الأصناف النباتية الجديدة لعام 1991 (اتفاقية UPOV)، لكن تبادل البذور يظل محظورًا. 

## أنظر أيضاً
- مقايضة البذور
- مكتبة البذور

## روابط خارجية
- تبادل مدخرات البذور
- شبكة البذور الشعبية
- أستراليا الوطنية - شبكة توفير البذور
- شبكة إنقاذ البذور في جنوب أستراليا
- المعهد الدولي لتوفير البذور
- موارد توفير البذور وتوفير البذور
- تحالف البذور العضوية - أدلة إنتاج البذور نسخة محفوظة 31 يناير 2017 على موقع واي باك مشين. - لشمال غرب الولايات المتحدة.
- محمية البذور والنباتات لكندا